# 1119
Il 1119 (MCXIX in numeri romani) è un anno  del XII secolo.

## Eventi
- 2 febbraio - Callisto II viene eletto 162º papa della Chiesa cattolica
- 28 giugno - battaglia tra gli stati latini di Terra santa, in particolare i regni di Antiochia ed Edessa, e i Turchi. La battaglia fu un tale disastro per i cristiani che le fonti ne parleranno come del Ager Sanguinis, il Campo di Sangue
- 14 agosto - Battaglia di Hab: Un esercito crociato al comando del re Baldovino II di Gerusalemme si scontrò contro un esercito musulmano guidato da Ilghazi di Mardin
- 20 agosto - Battaglia di Brémule: re Enrico I d'Inghilterra sconfigge il re Luigi VI di Francia e i suoi 400 cavalieri in Normandia. Una scaramuccia che inizia con un attacco feroce ma disordinato da parte dei francesi e che si conclude con la fuga di questi ultimi. Luigi accetta di fare la pace e riconosce formalmente Guglielmo Adelin come duca di Normandia

## Nati
- 7 luglio - Sutoku, imperatore giapponese († 1164)

## Morti
- 6 gennaio - Roman di Volinia, principe russo
- 29 gennaio - Papa Gelasio II, papa, cardinale e santo italiano
- 20 giugno - Henry de Beaumont, I conte di Warwick, nobile (n. 1048)
- 28 giugno - Ruggero di Salerno, cavaliere medievale normanno
- 17 luglio - Baldovino VII di Fiandra, conte
- 22 luglio - Herbert di Losinga, vescovo cattolico normanno
- 4 agosto - Landolfo Rangone, cardinale e arcivescovo cattolico italiano
- 13 ottobre - Alano IV di Bretagna, duca
- 30 ottobre - Gerardo Della Porta, vescovo cattolico e santo italiano
- Giovanni di Tuscolo, cardinale italiano
- Enrico della Bassa Lorena, conte
- Guglielmo, vescovo cattolico italiano
- Ibn 'Aqil, teologo e giurista arabo (n. 1040)
- Liutgarda di Zähringen, nobile tedesca
- Pietro Moriconi, arcivescovo cattolico italiano
- Roberto da Parigi, cardinale e diplomatico francese
- Wang Ximeng, pittore cinese (n. 1096)
- Muriella d'Altavilla, principessa normanna
- Rabodo, nobile tedesco

## Calendario
| Calendario 1119 | Calendario 1119 | Calendario 1119 | Calendario 1119 | Calendario 1119 | Calendario 1119 | Calendario 1119 | Calendario 1119 | Calendario 1119 | Calendario 1119 | Calendario 1119 | Calendario 1119 | Calendario 1119 | Calendario 1119 | Calendario 1119 | Calendario 1119 | Calendario 1119 | Calendario 1119 | Calendario 1119 | Calendario 1119 | Calendario 1119 | Calendario 1119 | Calendario 1119 | Calendario 1119 | Calendario 1119 | Calendario 1119 | Calendario 1119 | Calendario 1119 | Calendario 1119 | Calendario 1119 | Calendario 1119 | Calendario 1119 | Calendario 1119 |
| --------------- | --------------- | --------------- | --------------- | --------------- | --------------- | --------------- | --------------- | --------------- | --------------- | --------------- | --------------- | --------------- | --------------- | --------------- | --------------- | --------------- | --------------- | --------------- | --------------- | --------------- | --------------- | --------------- | --------------- | --------------- | --------------- | --------------- | --------------- | --------------- | --------------- | --------------- | --------------- | --------------- |
|                 | 1               | 2               | 3               | 4               | 5               | 6               | 7               | 8               | 9               | 10              | 11              | 12              | 13              | 14              | 15              | 16              | 17              | 18              | 19              | 20              | 21              | 22              | 23              | 24              | 25              | 26              | 27              | 28              | 29              | 30              | 31              |                 |
| Gennaio         | Me              | Gi              | Ve              | Sa              | Do              | Lu              | Ma              | Me              | Gi              | Ve              | Sa              | Do              | Lu              | Ma              | Me              | Gi              | Ve              | Sa              | Do              | Lu              | Ma              | Me              | Gi              | Ve              | Sa              | Do              | Lu              | Ma              | Me              | Gi              | Ve              |                 |
| Febbraio        | Sa              | Do              | Lu              | Ma              | Me              | Gi              | Ve              | Sa              | Do              | Lu              | Ma              | Me              | Gi              | Ve              | Sa              | Do              | Lu              | Ma              | Me              | Gi              | Ve              | Sa              | Do              | Lu              | Ma              | Me              | Gi              | Ve              |                 |                 |                 |                 |
| Marzo           | Sa              | Do              | Lu              | Ma              | Me              | Gi              | Ve              | Sa              | Do              | Lu              | Ma              | Me              | Gi              | Ve              | Sa              | Do              | Lu              | Ma              | Me              | Gi              | Ve              | Sa              | Do              | Lu              | Ma              | Me              | Gi              | Ve              | Sa              | Do              | Lu              |                 |
| Aprile          | Ma              | Me              | Gi              | Ve              | Sa              | Do              | Lu              | Ma              | Me              | Gi              | Ve              | Sa              | Do              | Lu              | Ma              | Me              | Gi              | Ve              | Sa              | Do              | Lu              | Ma              | Me              | Gi              | Ve              | Sa              | Do              | Lu              | Ma              | Me              |                 |                 |
| Maggio          | Gi              | Ve              | Sa              | Do              | Lu              | Ma              | Me              | Gi              | Ve              | Sa              | Do              | Lu              | Ma              | Me              | Gi              | Ve              | Sa              | Do              | Lu              | Ma              | Me              | Gi              | Ve              | Sa              | Do              | Lu              | Ma              | Me              | Gi              | Ve              | Sa              |                 |
| Giugno          | Do              | Lu              | Ma              | Me              | Gi              | Ve              | Sa              | Do              | Lu              | Ma              | Me              | Gi              | Ve              | Sa              | Do              | Lu              | Ma              | Me              | Gi              | Ve              | Sa              | Do              | Lu              | Ma              | Me              | Gi              | Ve              | Sa              | Do              | Lu              |                 |                 |
| Luglio          | Ma              | Me              | Gi              | Ve              | Sa              | Do              | Lu              | Ma              | Me              | Gi              | Ve              | Sa              | Do              | Lu              | Ma              | Me              | Gi              | Ve              | Sa              | Do              | Lu              | Ma              | Me              | Gi              | Ve              | Sa              | Do              | Lu              | Ma              | Me              | Gi              |                 |
| Agosto          | Ve              | Sa              | Do              | Lu              | Ma              | Me              | Gi              | Ve              | Sa              | Do              | Lu              | Ma              | Me              | Gi              | Ve              | Sa              | Do              | Lu              | Ma              | Me              | Gi              | Ve              | Sa              | Do              | Lu              | Ma              | Me              | Gi              | Ve              | Sa              | Do              |                 |
| Settembre       | Lu              | Ma              | Me              | Gi              | Ve              | Sa              | Do              | Lu              | Ma              | Me              | Gi              | Ve              | Sa              | Do              | Lu              | Ma              | Me              | Gi              | Ve              | Sa              | Do              | Lu              | Ma              | Me              | Gi              | Ve              | Sa              | Do              | Lu              | Ma              |                 |                 |
| Ottobre         | Me              | Gi              | Ve              | Sa              | Do              | Lu              | Ma              | Me              | Gi              | Ve              | Sa              | Do              | Lu              | Ma              | Me              | Gi              | Ve              | Sa              | Do              | Lu              | Ma              | Me              | Gi              | Ve              | Sa              | Do              | Lu              | Ma              | Me              | Gi              | Ve              |                 |
| Novembre        | Sa              | Do              | Lu              | Ma              | Me              | Gi              | Ve              | Sa              | Do              | Lu              | Ma              | Me              | Gi              | Ve              | Sa              | Do              | Lu              | Ma              | Me              | Gi              | Ve              | Sa              | Do              | Lu              | Ma              | Me              | Gi              | Ve              | Sa              | Do              |                 |                 |
| Dicembre        | Lu              | Ma              | Me              | Gi              | Ve              | Sa              | Do              | Lu              | Ma              | Me              | Gi              | Ve              | Sa              | Do              | Lu              | Ma              | Me              | Gi              | Ve              | Sa              | Do              | Lu              | Ma              | Me              | Gi              | Ve              | Sa              | Do              | Lu              | Ma              | Me              |                 |